# Richard Boone (musiker)
 For alternative betydninger, se Richard Boone. (Se også artikler, som begynder med Richard Boone)
Richard Bently Boone (24. februar 1930 i Little Rock, USA – 8. februar 1999 i København) var en amerikansk/dansk jazzmusiker, trombonist og sanger. Han blev født i Little Rock, Arkansas og meldte sig til hæren, hvor han spillede i forskellige militære bands indtil 1953. Han forlod hæren og flyttet til Los Angeles, Californien i 1958. Fra 1961 til 1966, turnerede han rundt med sanger Della Reese og derefter spillet med Count Basie fra 1966 til 1969. I 1970 emigrerede han til Danmark. I 1972 han blev medlem af Danmarks Radios Big Band og spillede med dem indtil 1985. I 1987 knyttede han trioen Sophisticated Ladies til sig som backing: Marie Louise Schmidt (piano), Helle Marstrand (bas) og Benita Haastrup (trommer). Trioen fortsatte efter hans død og kunne i 2012 fejre 25 års jubilæum.
Han døde den 8. februar 1999 i København og ligger begravet på Assistens Kirkegård.
Richard B. Boones private samling er i dag placeret i jazzsamlingerne ved Syddansk Universitetsbibliotek.

## Diskografi

### Som leder
- I've Got a Right to Sing (Nocturne, 1968)
- Make Someone Happy with Bent Jaedig (Polydor, 1977)
- Brief Encounter (Metronome, 1978)
- Swingin' in Helsingborg with Al Grey (Four Leaf, 1991)
- A Tribute to Love (Stunt, 1998)

### Som medvirkende
Med Count Basie
- Hollywood...Basie's Way (Command, 1966)
- Broadway Basie's...Way (Command, 1966)
- Basie's in the Bag (Brunswick, 1967)
- Half a Sixpence (Dot, 1967)
- The Board of Directors (Dot, 1967)
- The Board of Directors Annual Report (Dot, 1968) with The Mills Brothers
- Basie Straight Ahead (Dot, 1968)
- Standing Ovation (Dot, 1969)
- Basie's Beat (Verve, 1967)
- The Happiest Millionaire (Coliseum, 1967)
- Manufacturers of Soul with Jackie Wilson (Brunswick, 1968)
- How About This with Kay Starr (Paramount, 1968)

Med Dexter Gordon
- The Resurgence of Dexter Gordon (Jazzland, 1960)
- More Than You Know (SteepleChase, 1975)

Med Thad Jones
- By Jones I Think We've Got It (Metronome, 1978)
- Eclipse (Metronome, 1980)
- A Good Time Was Had by All (Storyville, 1989)

Med Ernie Wilkins
- Ernie Wilkins and the Almost Big Band (Storyville, 1981
- Live! At Slukefter Jazz Club in Tivoli Gardens Copenhagen (Matrix, 1982)
- Montreux (SteepleChase, 1984)
- On the Roll (SteepleChase, 1987)